# Créot
Créot is een gemeente in het Franse departement Saône-et-Loire (regio Bourgogne-Franche-Comté) en telt 79 inwoners (2009). De plaats maakt deel uit van het arrondissement Autun.

## Geografie
De oppervlakte van Créot bedraagt 2,2 km², de bevolkingsdichtheid is dus 35,9 inwoners per km².
De onderstaande kaart toont de ligging van Créot met de belangrijkste infrastructuur en aangrenzende gemeenten.

## Demografie
Onderstaande figuur toont het verloop van het inwonertal (bron: INSEE-tellingen).